# Бренак
Брена́к (фр. Brenac) — коммуна во Франции, находится в регионе Лангедок — Руссильон. Департамент коммуны — Од. Входит в состав кантона Кийан. Округ коммуны — Лиму.
Код INSEE коммуны — 11050.

## Население
Население коммуны на 2008 год составляло 194 человека.
| 1962 | 1968 | 1975 | 1982 | 1990 | 1999 | 2008 |
| ---- | ---- | ---- | ---- | ---- | ---- | ---- |
| 197  | 205  | 200  | 204  | 213  | 203  | 194  |

## Экономика
В 2007 году среди 114 человек в трудоспособном возрасте (15—64 лет) 77 были экономически активными, 37 — неактивными (показатель активности — 67,5 %, в 1999 году было 66,1 %). Из 77 активных работали 65 человек (40 мужчин и 25 женщин), безработных было 12 (7 мужчин и 5 женщин). Среди 37 неактивных 2 человека были учениками или студентами, 18 — пенсионерами, 17 были неактивными по другим причинам.